# Гай Тарквиций Приск (квестор)
Гай Тарквиций Приск (лат. Gaius Tarquitius Priscus; II—I века до н. э.) — римский политический деятель, квестор 81 года до н. э. Участвовал в походе проконсула Гая Анния в Испанию против серторианцев, при этом остаётся неясным, на какую провинцию распространялись его полномочия — на Ближнюю или Дальнюю Испанию. В историографии существует предположение о том, что Гай Тарквиций Приск, оказавшийся позже в окружении Сертория, — тот же человек; впрочем, большинство антиковедов отождествляет Приска-серторианца с другим носителем этого имени.